# Cambra de Representants d'Austràlia
La Cambra de Representants (en anglès: House of Representatives) és la cambra baixa del Parlament d'Austràlia. La seva composició i poders s'estableixen en la Constitució d'Austràlia. Els membres representen a les divisions electorals segons la població.
La Cambra té un mandat màxim de tres anys a partir de la data de la primera sessió, però en una sola ocasió des de la creació s'ha aconseguit el termini màxim. La cambra gairebé sempre es dissol anticipadament. Les eleccions per als membres es duen a terme generalment juntament amb les del Senat. A un membre de la Cambra se'n diu "Membre del Parlament" ("MP" o "Membre"). El govern de torn, ha d'aconseguir i mantenir la confiança de la Cambra per a romandre en el poder.
Consta de 151 membres, el nombre de membres no és fix, pot variar amb els canvis de límits de les redistribucions electorals, que calen de manera regular. L'augment general més recent va ser a les eleccions de 1984, quan va augmentar de 125 a 148 membres. Es va reduir a 147 en les eleccions de 1993, va tornar a 148 en les eleccions de 1996, va augmentar a 150 en les eleccions de 2001, i actualment se situa en 151 a partir de les eleccions de 2019.
Cada membre és elegit mitjançant votació de segona volta instantània de preferència total de districtes electorals d'un sol membre coneguts com a divisions electorals. Això es va posar en marxa després de les eleccions parcials de Swan de 1918, on els laboristes van guanyar inesperadament en les primàries, no obstant això amb l'ajuda de la divisió de vots en els partits conservadors.